# Wagner (Dakota Południowa)
Wagner – miasto w Stanach Zjednoczonych, w stanie Dakota Południowa, w hrabstwie Charles Mix.